# Лас Колониас (департамент)
Лас Колониас е департамент в Аржентина, разположен в аржентинската провинция Санта Фе, с обща площ 6439 км2 и население 95 202 души (2001). Главен град е Есперанца.

## Административно деление
Департаментът е съставен от 37 общини.